# Satz von Heine-Borel
Der Satz von Heine-Borel, auch Überdeckungssatz, nach den Mathematikern Eduard Heine (1821–1881) und Émile Borel (1871–1956) benannt, ist ein Satz der Topologie metrischer Räume.

## Aussage
Der Satz besagt, dass zwei unterschiedliche Definitionen der Kompaktheit in endlichdimensionalen reellen Vektorräumen gleichwertig sind.
Für eine Teilmenge {\displaystyle {\mathcal {M}}} des {\displaystyle \mathbb {R} ^{n}} (der metrische Raum aller reellen n-Tupel mit der euklidischen Metrik) sind die folgenden beiden Aussagen äquivalent:
1. {\displaystyle {\mathcal {M}}} ist beschränkt und abgeschlossen.
2. Jede offene Überdeckung von {\displaystyle {\mathcal {M}}} enthält eine endliche Teilüberdeckung.

Dieser Satz lässt sich speziell auf Teilmengen der Menge der reellen Zahlen {\displaystyle \mathbb {R} } anwenden.

## Anmerkung und Gegenbeispiele
Die Voraussetzung, dass der umgebende Raum der {\displaystyle \mathbb {R} ^{n}} ist, ist wesentlich. Im Allgemeinen ist (Überdeckungs-)Kompaktheit nicht äquivalent zu Abgeschlossenheit und Beschränktheit.
Ein einfaches Gegenbeispiel liefert die diskrete Metrik auf einer unendlichen Menge {\displaystyle X}. Sie ist definiert durch
{\displaystyle d(x,y):={\begin{cases}0&\mathrm {f{\ddot {u}}r} \ x=y\\1&\mathrm {f{\ddot {u}}r} \ x\neq y.\end{cases}}}
In dieser Metrik ist jede Teilmenge von {\displaystyle X} abgeschlossen und beschränkt, aber nur die endlichen Teilmengen sind kompakt.
Weitere Gegenbeispiele sind alle unendlichdimensionalen normierten Vektorräume.

## Verallgemeinerung
Für allgemeine metrische Räume gilt allerdings, dass die kompakten Mengen diejenigen sind, welche vollständig und totalbeschränkt sind. Dies ist deshalb eine Verallgemeinerung, weil eine Teilmenge des {\displaystyle \mathbb {R} ^{n}} genau dann vollständig ist, wenn sie abgeschlossen ist, und weil sie genau dann totalbeschränkt ist, wenn sie beschränkt ist.